# Maestranza Aérea de Albacete
La Maestranza Aérea de Albacete (MAESAL) es una unidad militar española ubicada en la Base Aérea de Los Llanos, que desempeña un papel fundamental en el mantenimiento de las aeronaves del Ejército del Aire y del Espacio. 
Fundada el 24 de noviembre de 1939, la maestranza ha evolucionado a lo largo de las décadas para convertirse en uno de los centros de mantenimiento más importantes del país. Actualmente, se encarga del mantenimiento de aproximadamente 250 aeronaves, que incluyen aviones de combate como los F/A-18 Hornet, los Eurofighter Typhoon y aviones de apoyo como los Canadair CL-215, utilizados en tareas de lucha contra incendios. La Maestranza Aérea de Albacete no solo garantiza la operatividad de estas aeronaves, sino que también es clave en la implementación de tecnologías avanzadas de mantenimiento, asegurando que la flota esté siempre lista para cumplir con las misiones asignadas.
Además, se considera la maestranza aérea más importante de España en cuanto a capacidad técnica y tecnológica, superando a las de Madrid y Sevilla. Este reconocimiento se debe a su capacidad para realizar el mantenimiento del cincuenta por ciento de las aeronaves del Ejército del Aire y del Espacio, así como su implicación en la colaboración con el Mando Aéreo General (MAGEN) y el Mando de Apoyo Logístico (MALOG). La maestranza juega un papel crucial en la logística y operatividad de las fuerzas aéreas españolas, contribuyendo a la seguridad y defensa nacional.

## Historia

### Fundación y primeros años (1939-1942)
La Maestranza Aérea de Albacete fue fundada el 24 de noviembre de 1939 en un paraje conocido como Casa de la Viña. Esta institución se estableció en el contexto de la Guerra Civil Española, donde se reconoció la necesidad de una infraestructura que permitiera el mantenimiento y reparación de las aeronaves militares. El conflicto bélico había dejado una flota de aeronaves que requerían atención inmediata para ser operativas nuevamente, lo que llevó a la creación de la maestranza como un centro especializado en estos servicios.
En sus primeros años, el mantenimiento se centró en aviones ligeros que habían participado en la guerra, como el Polikarpov I-15, conocido por su maniobrabilidad y utilizado en diversas misiones, y el Savoia Marchetti SM.79, un bombardero tri-motor que fue parte esencial de las operaciones aéreas durante el conflicto. También se trabajó en la recuperación y reparación de otros modelos, como el Túpolev SB, que desempeñó un papel destacado en la lucha aérea.
En 1942, la maestranza se trasladó a su ubicación actual en la Base Aérea de Los Llanos, donde se mejoraron las instalaciones y se amplió la capacidad operativa. Este cambio no solo implicó un nuevo espacio físico, sino que también se dotó a la institución de tecnología y personal especializado para llevar a cabo el mantenimiento de aeronaves más avanzadas. Esto marcó el inicio de un período de crecimiento y modernización que sentaría las bases para el desarrollo de la aviación militar en España en las décadas posteriores.

### Consolidación y modernización (1942-1970)
A partir de 1942, el enfoque de la Maestranza Aérea de Albacete comenzó a diversificarse, incorporando el mantenimiento de aviones de transporte como el DHC-4 Caribou. Este avión, de origen canadiense, se utilizó para diversas operaciones logísticas y de transporte dentro del Ejército del Aire y del Espacio. Su versatilidad y capacidad para operar en terrenos difíciles hicieron que su mantenimiento fuera fundamental para las misiones de apoyo aéreo y transporte militar.
En la década de 1970, la instalación asumió el mantenimiento de los Canadair CL-215, aviones especializados en la lucha contra incendios forestales. Este modelo se convirtió en una herramienta crucial para el manejo de emergencias en España, y la Maestranza desempeñó un papel central en su mantenimiento y operatividad, lo que reforzó su importancia dentro del Ejército del Aire y del Espacio.
La llegada de los Mirage F-1 en los años 70 marcó un hito importante en la evolución de la maestranza, consolidándose como uno de los principales centros de mantenimiento para este modelo de caza avanzado. El Mirage F-1, conocido por su capacidad de combate y velocidad, exigió una actualización tecnológica significativa de las instalaciones y un aumento en la capacitación del personal técnico. Se implementaron nuevas metodologías y tecnologías para el mantenimiento de estos cazas, lo que posicionó a la Maestranza Aérea de Albacete como un referente en el soporte logístico y operativo de la aviación militar española.
Este periodo de modernización y diversificación sentó las bases para que la maestranza continuara evolucionando y adaptándose a las exigencias de una aviación militar en constante cambio y desarrollo tecnológico.

### Transformación y crecimiento (1970-1990)
En la década de 1980, la Maestranza Aérea de Albacete experimentó una transformación integral que la posicionó como un centro clave en el mantenimiento de aeronaves para el Ejército del Aire y del Espacio. La llegada de aviones de combate modernos, como el Eurofighter Typhoon y el F/A-18 Hornet, trajo consigo la necesidad de reformas significativas. Las instalaciones fueron ampliadas en un 60%, incluyendo la construcción de nuevos hangares y talleres equipados con tecnología de vanguardia, como sistemas avanzados de diagnóstico y mantenimiento.
Este periodo también vio un aumento significativo en el personal, con la incorporación de técnicos especializados en mantenimiento de aeronaves de combate. Estas mejoras no solo respondieron a la necesidad de atender a la creciente flota de aviones, sino que también aseguraron que la maestranza pudiera cumplir con los estándares exigidos por la OTAN. A partir de este momento, la instalación asumió un papel más prominente en el mantenimiento de los aviones de combate de la organización, consolidando su posición como un centro de soporte logístico crucial para el Ejército del Aire.
La modernización de la maestranza también incluyó la capacitación continua del personal, adaptándose a los avances en la tecnología aeronáutica y los requisitos operativos cambiantes. Estos esfuerzos no solo aumentaron la eficiencia en el mantenimiento, sino que también mejoraron la capacidad de respuesta ante las necesidades operativas del Ejército del Aire y del Espacio en un contexto de creciente complejidad geopolítica en Europa.

### Era contemporánea y digitalización (1990-presente)
Desde la década de 1990, la Maestranza Aérea de Albacete ha continuado su evolución con la integración de nuevas tecnologías y sistemas de mantenimiento avanzados. Se han adoptado procesos de digitalización y análisis de datos para optimizar las operaciones, lo que ha permitido aumentar la eficiencia en el mantenimiento de aeronaves modernas, como el Eurofighter Typhoon y el Airbus A400M Atlas. Estos avances tecnológicos son cruciales para garantizar que la flota del Ejército del Aire y del Espacio esté siempre lista para las operaciones.
La digitalización ha incluido la implementación de software de gestión de mantenimiento, como el sistema de Gestión de Mantenimiento Asistido por Ordenador (CMMS), que permite un seguimiento en tiempo real del estado de las aeronaves y sus componentes, facilitando la programación de mantenimiento preventivo y predictivo. Este enfoque proactivo ha mejorado la disponibilidad de la flota y ha reducido los costos operativos asociados con las reparaciones inesperadas.
Además, la maestranza desempeña un papel fundamental en la certificación y mantenimiento de sistemas de armas en colaboración con la Base Naval de Rota. Esta colaboración asegura la operatividad de plataformas esenciales de transporte y combate, contribuyendo a la preparación y seguridad del Ejército del Aire. Este trabajo incluye la revisión de sistemas de navegación y armamento, aplicando protocolos de verificación minuciosa para mantener la efectividad de las aeronaves en operaciones de defensa nacional e internacional.
La integración de tecnologías como la inteligencia artificial y el análisis de datos también ha permitido a la Maestranza anticipar necesidades de mantenimiento y optimizar los recursos, lo que es vital en un contexto geopolítico cada vez más complejo. La modernización de las capacidades de mantenimiento refleja el compromiso continuo de la Maestranza Aérea de Albacete con la excelencia operativa y la seguridad nacional.
Colaboraciones con empresas tecnológicas han jugado un papel crucial en esta evolución. Por ejemplo, se ha trabajado con empresas como Airbus y Indra para incorporar tecnologías de mantenimiento predictivo y análisis de datos que mejoran la eficiencia y efectividad de las operaciones. Estas alianzas han permitido el desarrollo de sistemas de gestión de mantenimiento más sofisticados y han garantizado que la maestranza esté a la vanguardia de la tecnología en mantenimiento aéreo.

## Actividad

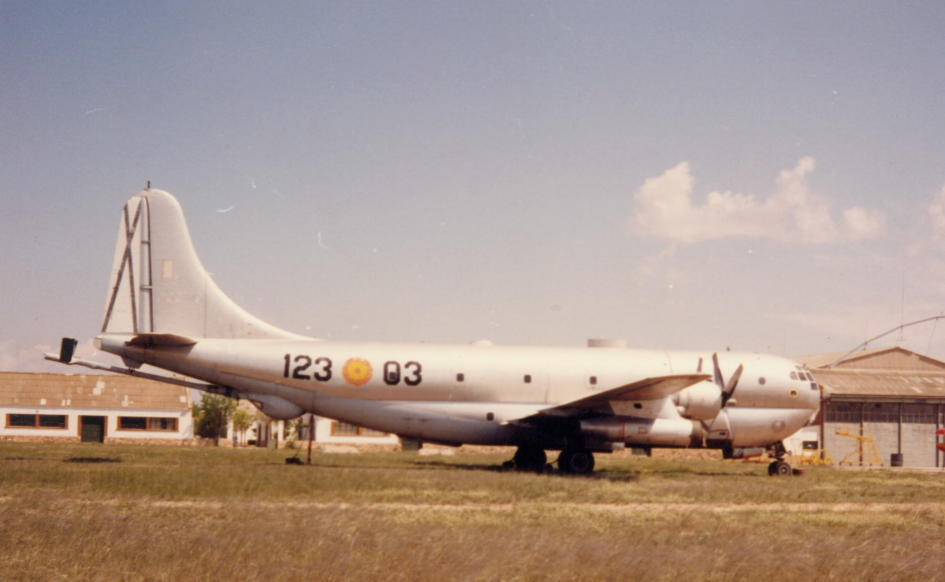
Boeing KC-97L Stratotanker en la Maestranza Aérea de Albacete en 1985

La Maestranza Aérea de Albacete realiza el mantenimiento de aproximadamente el cincuenta por ciento de todas las aeronaves del Ejército del Aire y del Espacio, lo que equivale a unas 250 aeronaves. Esta flota incluye aviones de combate como los F-18 y los Eurofighter Typhoon, así como aeronaves utilizadas en la lucha contra incendios, como los Canadair CL-215.
La labor de la maestranza es fundamental para el Ejército del Aire y se centra en trabajos de ingeniería, mantenimiento y abastecimiento, garantizando la máxima disponibilidad operativa de las aeronaves. El mantenimiento que se realiza se clasifica como "de tercer escalón", lo que implica un trabajo exhaustivo donde los aviones son desmontados para revisar sus equipos, proceder a su restauración y, finalmente, ser montados de nuevo. Después de este proceso, se lleva a cabo un vuelo de prueba; si este es exitoso, se considera que la operación ha concluido satisfactoriamente.
Además de estos trabajos, la Maestranza participa en la formación de personal técnico especializado en el mantenimiento de aeronaves modernas, contribuyendo a la creación de un cuerpo de profesionales altamente capacitados para abordar las exigencias del mantenimiento militar.
La importancia de la actividad de la Maestranza se ve reflejada en su papel como centro de referencia para la logística aérea, colaborando estrechamente con otros organismos y unidades del Ejército del Aire, así como con la OTAN para el mantenimiento de estándares internacionales en la operatividad de aeronaves. Se estima que la Maestranza logra mantener un 90% de disponibilidad operativa en la flota de aviones de combate, lo cual es crucial para la preparación y efectividad de las fuerzas aéreas españolas en misiones nacionales e internacionales.

## Personal

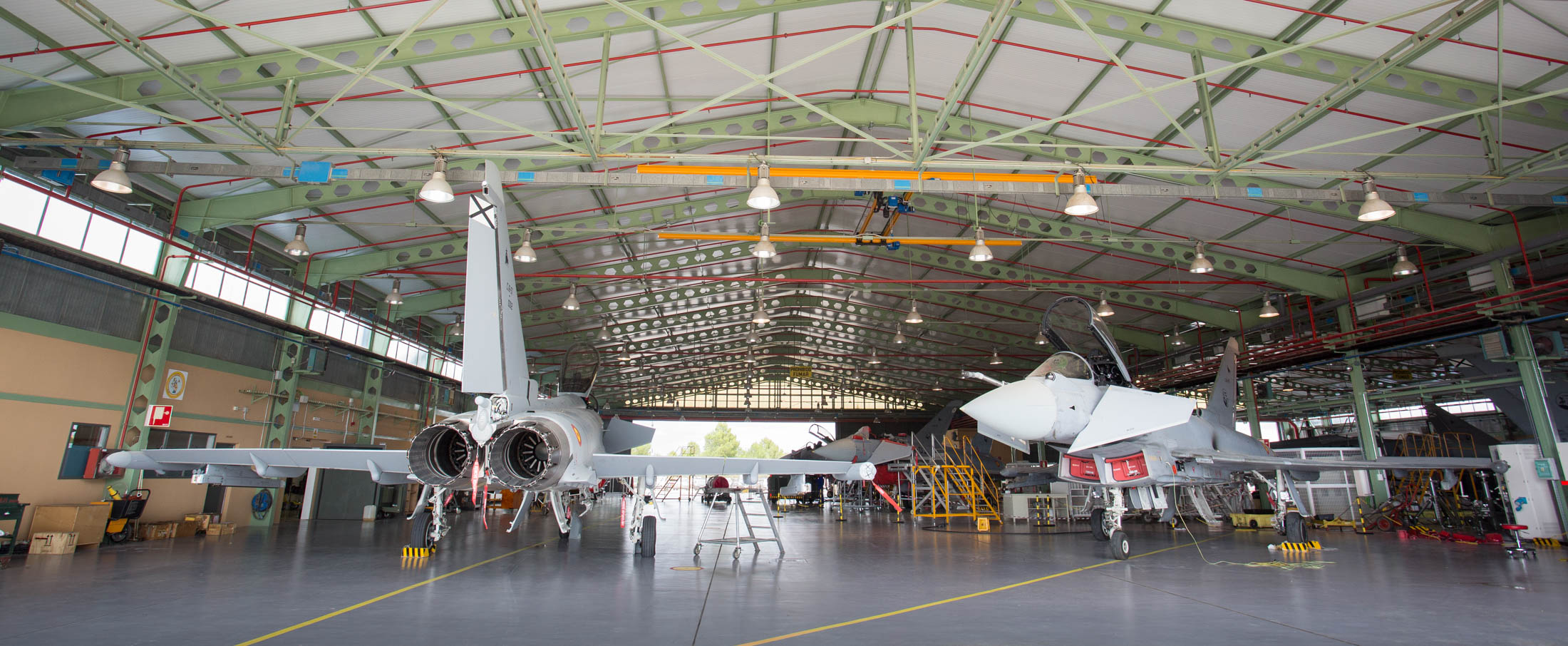
Eurofighter Typhoon españoles en mantenimiento en un hangar de la Maestranza Aérea de Albacete

La Maestranza Aérea de Albacete cuenta con una plantilla compuesta por más de 600 empleados, que incluye personal laboral fijo, interinos, funcionarios, así como personal militar, entre los que se encuentran oficiales, suboficiales y tropa. Este equipo humano es esencial para llevar a cabo las complejas tareas de mantenimiento y reparación de aeronaves que la maestranza realiza.
El personal es altamente cualificado, con una gran parte de la plantilla formada por ingenieros aeronáuticos que han completado su formación técnica y profesional en diversas instituciones, incluyendo la Academia General del Aire. Esta formación es fundamental, ya que los ingenieros reciben capacitación avanzada en áreas específicas de mantenimiento y logística aeronáutica, lo que les permite realizar un trabajo de alta precisión en la supervisión de los sistemas y estructuras de las aeronaves.
Además, la Maestranza ofrece programas de formación continua y especialización para su personal, asegurando que estén al día con las últimas tecnologías y metodologías de mantenimiento aeronáutico. Estas iniciativas incluyen colaboraciones con instituciones educativas y empresas tecnológicas para proporcionar formación práctica y teórica en el campo, lo que no solo mejora la operatividad de la flota del Ejército del Aire y del Espacio, sino que también contribuye a la seguridad y efectividad de las operaciones en las que participan las aeronaves mantenidas en Albacete.
La diversidad de perfiles profesionales que componen la plantilla, desde técnicos hasta ingenieros, refuerza la capacidad de la Maestranza para cumplir con sus objetivos, haciendo de esta institución un referente en el mantenimiento y soporte logístico de la aviación militar en España.

## Instalaciones
Las instalaciones de la Maestranza Aérea de Albacete están compuestas, a grandes rasgos, por hangares, talleres, laboratorios, almacenes, zonas de estacionamiento de aviones y vehículos, viales y zonas verdes, ocupando una superficie total de más de 470,000 m². Algunas de las áreas destacadas son los departamentos de motopropulsión, electricidad y aviónica, así como el Banco de Pruebas del Eurofighter Typhoon, que cuenta con equipamiento de última tecnología para garantizar el rendimiento y la seguridad de las aeronaves.

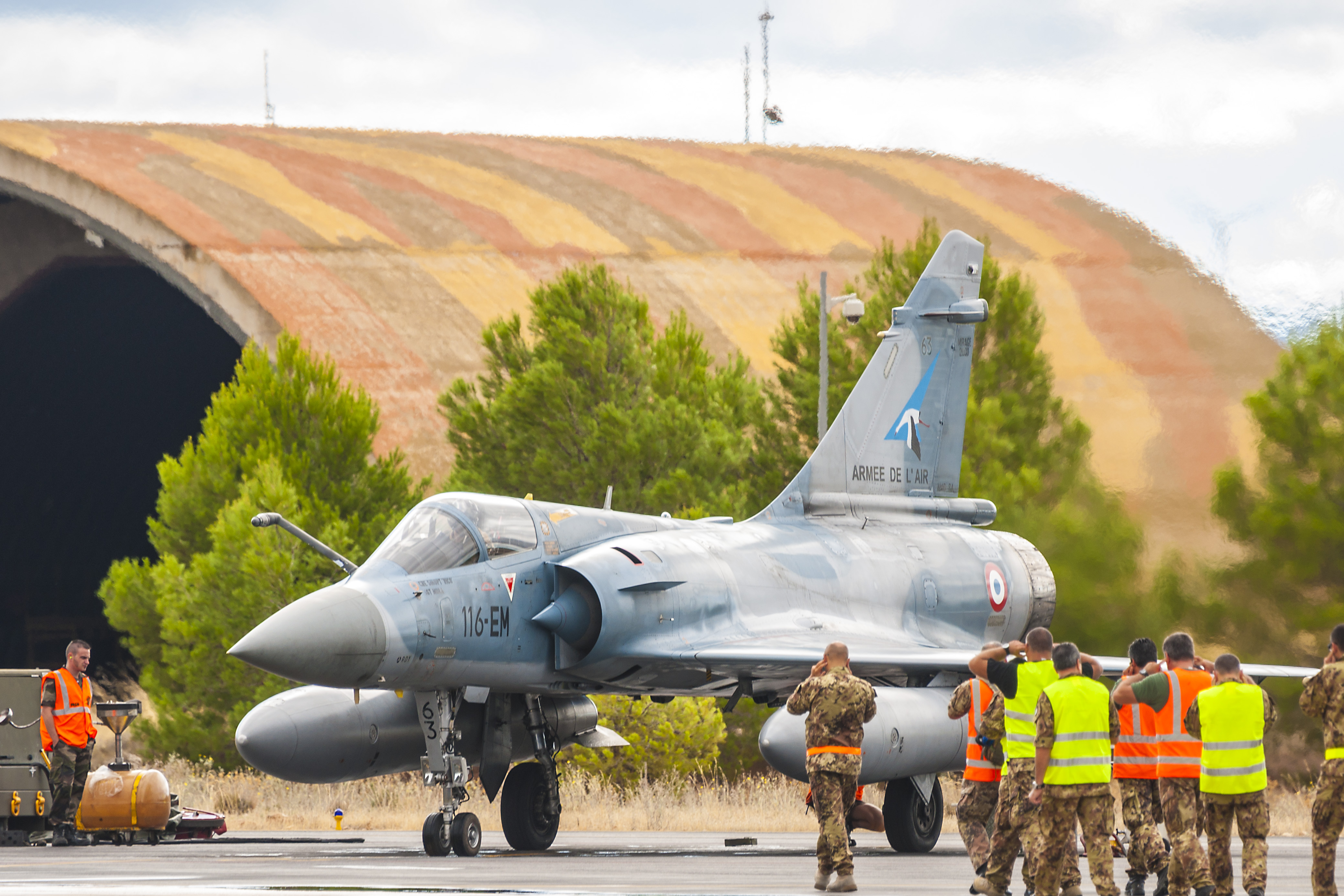
Hangar de la Maestranza Aérea de Albacete y Mirage 2000D en el TLP.

Además, en la maestranza se localiza el Grupo de Aeronavegabilidad y Aseguramiento de la Calidad (GAECA), encargado de implementar políticas de calidad para el mantenimiento de los aviones al más alto nivel. Este grupo asegura que todos los procedimientos cumplan con las normativas de seguridad y eficiencia exigidas en el ámbito militar, utilizando sistemas de gestión de calidad que son fundamentales para el control y la mejora continua.
Otro equipo importante es el Grupo de Abastecimiento, que se encarga de suministrar repuestos para los aviones sobre los que la maestranza ejerce de cabecera técnica, como el Eurofighter Typhoon, E-25 y Canadair CL-215. Este grupo juega un rol crucial para asegurar que las operaciones de mantenimiento se realicen de manera continua y eficiente, utilizando tecnologías de seguimiento de inventario y gestión de cadena de suministro.
La Maestranza Aérea de Albacete también alberga el Museo Aeronáutico Emilio Herrera, donde se exhiben diversas aeronaves y materiales relacionados con la historia de la aviación española. Asimismo, cuenta con instalaciones del Centro de Formación Aeronáutica de Albacete, que es el único centro público en España autorizado por la Agencia Europea de Seguridad Aérea (EASA). En este centro, se pueden obtener las licencias de categoría B1 (Aeromecánica) y B2 (Aviónica), convirtiéndolo en un referente a nivel nacional en la formación de profesionales del sector.
Este entorno de trabajo no solo facilita el mantenimiento efectivo de las aeronaves, sino que también proporciona un espacio para la formación continua del personal, garantizando que estén capacitados para manejar las tecnologías más avanzadas en el campo de la aviación.

## Tecnología

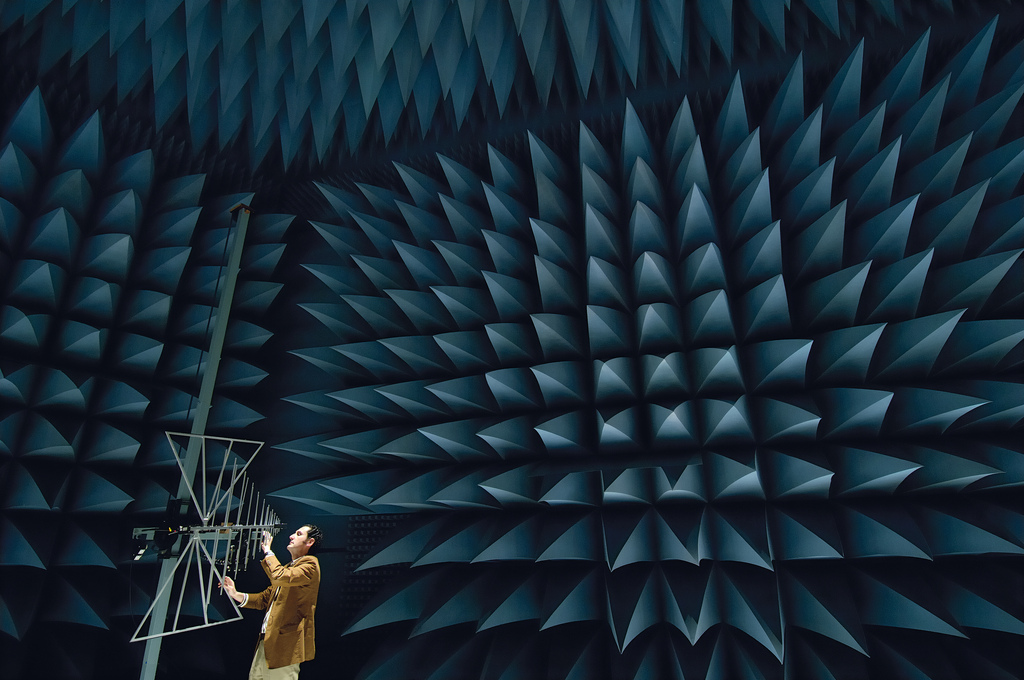
Fotografía de una cámara anecoica

La Maestranza Aérea de Albacete se caracteriza por su gran potencial en tecnologías aeronáuticas y mantiene instalaciones y equipos avanzados que permiten llevar a cabo un mantenimiento eficiente y de alta calidad. Entre los recursos más destacados se incluyen:
- Taller de tercer escalón de radar: este es el único taller de su tipo en el Ejército del Aire y del Espacio, especializado en la reparación y mantenimiento de sistemas de radar, lo que es fundamental para la operatividad de aeronaves de combate.[37]
- Sistema de plasma-spray robotizado: utilizado para el recubrimiento de componentes, mejorando su durabilidad y resistencia al desgaste.[38]
- Cámara anecoica: este equipo se utiliza para realizar pruebas de aislamiento acústico en equipos de navegación y comunicaciones, asegurando que cumplan con los estándares de silencio operativo requeridos para misiones de combate.[39]
- Capacidad de recuperación de componentes aeronáuticos: esto incluye la reparación y restauración de piezas que, de otro modo, serían descartadas, contribuyendo a la sostenibilidad y eficiencia operativa.[40]
- Equipos robotizados de inspección de ensayos no destructivos: permiten realizar evaluaciones de integridad de estructuras y componentes sin dañarlos, esencial para garantizar la seguridad de las aeronaves.[41]
- Taller de asientos lanzables de tercer escalón: también único en el Ejército del Aire, se especializa en el mantenimiento y reparación de sistemas de eyectores de asientos de aeronaves.[42]
- Investigación y desarrollo (I+D) en guerra electrónica: se trabaja en la innovación de sistemas de defensa electrónica, que son esenciales para la protección de las aeronaves y sus tripulaciones en combate.[43]

La integración de estas tecnologías no solo mejora la eficiencia del mantenimiento, sino que también garantiza que la Maestranza Aérea de Albacete continúe desempeñando un papel crucial en la defensa nacional y en el soporte a las operaciones del Ejército del Aire y del Espacio en un contexto geopolítico en constante evolución. Además, se están explorando futuras innovaciones como la implementación de inteligencia artificial en el diagnóstico de fallos y la automatización de procesos de mantenimiento, lo que podría revolucionar aún más las operaciones de la maestranza.

## Reconocimientos
La Maestranza Aérea de Albacete ha sido reconocida por su destacada labor en el ámbito aeronáutico y por su compromiso con la calidad y el medio ambiente.
El 22 de septiembre de 2002, la institución recibió el Premio Cristófol Juandó, otorgado por el Ayuntamiento de Barcelona, en reconocimiento a su excelencia en el mantenimiento de aeronaves y su contribución al desarrollo de la aviación en España.
En 2009, el Ministerio de Defensa concedió a la maestranza aérea la ampliación del exigente certificado de calidad PECAL 2120. Este reconocimiento se basa en la evaluación rigurosa de su nivel técnico y de calidad en las operaciones de mantenimiento, consolidando su prestigio dentro de las instituciones del Ejército del Aire y del Espacio.
Desde 2017, la Maestranza Aérea de Albacete también cuenta con la certificación ISO 14001:2015, que acredita su compromiso con la gestión ambiental. Esta certificación multiemplazamiento del Ejército del Aire y del Espacio refleja las políticas implementadas para minimizar el impacto ambiental de sus actividades y fomentar prácticas sostenibles.
Además, la maestranza ha participado activamente en programas de innovación y mejora continua, recibiendo reconocimientos adicionales a lo largo de los años por su labor en la modernización de procesos y en la adopción de nuevas tecnologías, que han sido esenciales para el mantenimiento de la flota del Ejército del Aire y del Espacio.
A nivel internacional, la Maestranza Aérea de Albacete ha colaborado en ejercicios y programas de formación con otras fuerzas aéreas de la OTAN, lo que ha contribuido a su prestigio y a su reputación como un centro de excelencia en el mantenimiento aeronáutico.

### Libros
- Martínez, Jesús. Historia de las Fuerzas Aéreas en España. Editorial Aeronáutica Española, 1998. ISBN 978-84-87480-03-4.
- Rodríguez, Luis. La Maestranza Aérea de Cuatro Vientos: Soporte tras la Guerra Civil. Revista Española de Historia Militar, 2003. ISBN 978-84-9792-005-9.
- Salas, Nicolás. Tablada. Crónica de un siglo de aviación. 1910-2010. Guadalturia Ediciones, 2010. ISBN 978-84-937876-6-0.
- Alonso, Javier. La Historia de la Aviación Española. Ediciones Defensa, 2016. ISBN 978-84-9091-254-4.
- Gómez, Carlos. Historia de la Aviación Española. Ministerio de Defensa, 2015. ISBN 978-84-9091-254-4.

### Artículos y Revistas
- La Maestranza Aérea de Albacete: La Institución manchega se prepara para el mantenimiento del Eurofighter. La Cerca, 2009.
- Transformación de la Maestranza Aérea de Albacete. Defensa Aeronáutica, 2020.
- La colaboración de la Maestranza Aérea con la OTAN. Revista Defensa y Seguridad, 2021.
- Innovación y digitalización en la Maestranza Aérea de Albacete. Revista de Tecnología Militar, 2022.
- Avances en el Mantenimiento de Aeronaves en la Maestranza Aérea de Albacete. Revista de Tecnología Militar, 2023.
- Desarrollo de la Maestranza Aérea de Albacete: Innovaciones y Desafíos. Informe del Centro de Estudios de Defensa, 2022.